# Rio Santa Maria (Sergipe)
O rio Santa Maria é um curso de água que banha o estado de Sergipe na zona litorânea e conta com 20 km de extensão. Nasce nas proximidades da Mata do Caípe Velho no município de São Cristóvão, vindo desaguar no rio Vaza-Barris na altura do povoado Mosqueiro, sendo este rio a divisa natural entre os municípios de Aracaju e de São Cristóvão.
| Rio Santa Maria | Rio Santa Maria                     |
| --------------- | ----------------------------------- |
| Comprimento     | 20 km                               |
| Nascente        | São Cristóvão - Mata do Caípe Velho |
| Foz             | Rio Vaza-Barris                     |
| País(es)        | Brasil                              |

## Obras
Por volta de 1840-44, durante o Segundo Reinado, o rio Santa Maria foi alvo de uma obra de engenharia de grande proporção. Foi aberto um canal até o rio Poxim onde foi possível a comunicação direta com as embarcações que transitavam pelo Vaza-Barris e o Sergipe, sem ter o grande inconveniente de navegar pelas duas barras reconhecidamente perigosas para navegação.
Atualmente esse mesmo canal se encontra extremamente assoreado e em muitos trechos ele se encontra aterrado devida a expansão urbana do bairro Santa Maria.